# Chilworth (Hampshire)
Pour les articles homonymes, voir Chilworth.
Chilworth est une paroisse civile et un village du Hampshire, en Angleterre.